# Smrač u Han Brdu
Smrča u Han Brdu je zaštićeni spomenik prirode u Republici Srpskoj. Nalazi se u selu Han Brdo, na planini Sjemeć, u opštini Višegrad. 

## Opis dobra
Do stabla se stiže šumskim putem na proplanku na 1.210 metara nadmorske visine. Obim stabla iznosi 1,7m i nalazi se izvan obližnje šume smrača i bora. Grane prvog reda su proširene i duže u odnosu na ostale redove. Cveta od aprila do juna. Šišarke su cilindričnog oblika i po sazrevanju otpadaju. Kora je crvenkasto smeđa.
Smrča u Han Brdu pripada vrsti Picea excelsa f. globosa Berg, koja je izuzetno rijetka na tim prostorima i ovo je jedini primerak ove vrste u radijusu od 100 kilometara. 
U blizini stabla nalazi se manastir Srpske pravoslavne crkve Gornja Lijeska.